# Elecciones al Congreso de los Diputados de noviembre de 2019 (Córdoba)
Las elecciones al Congreso de los Diputados de 2019 se celebraron en la provincia de Córdoba el domingo 10 de noviembre, como parte de las elecciones generales convocadas por Real Decreto dispuesto el 4 de marzo de 2019 y publicado en el Boletín Oficial del Estado el día siguiente. Se eligieron los 6 diputados del Congreso correspondientes a la circunscripción electoral de Córdoba, mediante un sistema proporcional (método d'Hondt) con listas cerradas y un umbral electoral del 10%.

## Resultados
Los comicios depararon 2 escaños al Partido Socialista Obrero Español y al Partido Popular y 1 a Podemos-IU-Equo y a Vox.
| Candidatura                                            | Candidatura                                            | Votos   | %                                       | Escaños                                 |
| ------------------------------------------------------ | ------------------------------------------------------ | ------- | --------------------------------------- | --------------------------------------- |
|                                                        | Partido Socialista Obrero Español (PSOE)               | 146 761 | 33,43                                   | 2                                       |
|                                                        | Partido Popular (PP)                                   | 99 999  | 22,78                                   | 2                                       |
|                                                        | Vox (Vox)                                              | 82 534  | 18,80                                   | 1                                       |
|                                                        | Unidas Podemos (Podemos-IU-Equo)                       | 64 769  | 14,75                                   | 1                                       |
|                                                        |                                                        |         |                                         |                                         |
| Ciudadanos (Cs)                                        | Ciudadanos (Cs)                                        | 36 229  | 8,25                                    | 0                                       |
| Partido Animalista Contra el Maltrato Animal (PACMA)   | Partido Animalista Contra el Maltrato Animal (PACMA)   | 3946    | 0,9                                     | 0                                       |
| Partido Comunista Obrero Español (PCOE)                | Partido Comunista Obrero Español (PCOE)                | 1062    | 0,24                                    | 0                                       |
| Andalucía por Sí (AxSí)                                | Andalucía por Sí (AxSí)                                | 1019    | 0,23                                    | 0                                       |
| Escaños en Blanco (EB)                                 | Escaños en Blanco (EB)                                 | 760     | 0,17                                    | 0                                       |
| Recortes Cero-Grupo Verde (R0-GV)                      | Recortes Cero-Grupo Verde (R0-GV)                      | 549     | 0,13                                    | 0                                       |
| Partido Comunista de los Pueblos de España (PCPE)      | Partido Comunista de los Pueblos de España (PCPE)      | 544     | 0,12                                    | 0                                       |
| Por un Mundo más Justo (PUM+J)                         | Por un Mundo más Justo (PUM+J)                         | 478     | 0,11                                    | 0                                       |
| Partido Comunista de los Trabajadores de España (PCTE) | Partido Comunista de los Trabajadores de España (PCTE) | 321     | 0,07                                    | 0                                       |
| Votos válidos                                          | Votos válidos                                          | 438 971 | 100,00                                  | 6                                       |
| Votos nulos                                            | Votos nulos                                            | 7399    | Participación: · \| \| 69,68 % \| 6,33% | Participación: · \| \| 69,68 % \| 6,33% |
| Votantes                                               | Votantes                                               | 451 775 | Participación: · \| \| 69,68 % \| 6,33% | Participación: · \| \| 69,68 % \| 6,33% |
| Electores                                              | Electores                                              | 648 341 | Participación: · \| \| 69,68 % \| 6,33% | Participación: · \| \| 69,68 % \| 6,33% |
|                                                        | 69,68 %                                                |         |                                         |                                         |

## Diputados electos
Relación de diputados electos:
| N.º | Nombre                         | Lista | Lista |
| --- | ------------------------------ | ----- | ----- |
| 1   | Luis Planas Puchades           |       | PSOE  |
| 2   | Andrés Lorite Lorite           |       | PP    |
| 3   | José Ramírez del Río           |       | Vox   |
| 3   | Rafaela Crespín Rubio          |       | PSOE  |
| 5   | María Martina Velarde Gómez    |       | UP    |
| 6   | María de la O Redondo Calvillo |       | PP    |